# USS Voyager
För andra betydelser, se Voyager.
USS Voyager  (NCC-74656) är ett rymdskepp av Intrepid-klass i Star Treks fiktiva universum; i skeppet utspelas stora delar av episoderna i TV-serien Star Trek: Voyager. Voyager rymdsattes på stjärndatum 48038.5, år 2371.
Skeppets befälhavare genom i stort sett hela serien var Kathryn Janeway; skeppet har totalt en besättning på 152 man (ett antal som varierade under hela serien då karaktärer tillkom och försvann), är 345 meter långt, 15 däck högt, väger 700 000 ton och har en maxfart på Warp 9,975. Eftersom Voyager har en ny teknik där nacellerna (stjärtfenorna) ändrar läge innan warpfart, kan Voyager till skillnad från tidigare skepp (till exempel USS Enterprise) färdas genom rymden utan att orsaka skada på subrymden.

### Fotnoter
1. ↑  ”USS Voyager”. Star Trek-databas. http://www.startrekdb.se/skepp/skepp.php?klass=2&skepp=3. Läst 3 november 2016.